# 天床三
HD 141653，又名BD+63 1225，SAO 16848、HR 5886，是一颗天龍座的恒星，视星等为5.19，位于銀經96.42，銀緯44.46，其B1900.0坐标为赤經15h 45m 8.4s，赤緯+62° 44.46′ 31″。